# Crasiella fonseci
Crasiella fonseci is een buikharige uit de familie van de Planodasyidae. De wetenschappelijke naam van de soort werd voor het eerst geldig gepubliceerd in 2014 door Hochberg.